# 米歇尔·伊达尔戈
米歇尔·伊达尔戈（法語：Michel Hidalgo，法語發音：[mi.ʃɛl i.dal.go]；1933年3月22日—2020年3月26日），法国职业足球运动员，司职中场。1976年至1984年曾执教法國國家隊，率队获得了1982年國際足協世界盃赛第4名和1984年欧洲足球锦标赛冠军。

## 生涯
米歇尔·伊达尔戈出生于北部省莱夫兰克乌克，在诺曼底大区长大，并从事足球运动。1952年获诺曼底青年足球赛冠军，与勒阿弗尔签约了两个赛季。1954年转籍蘭斯。在1956年6月的欧洲冠军杯决赛中，他虽然打进关键的一球，但最终不敌皇家马德里，以4比3输掉了比赛。1957年以后，他效力于摩納哥，曾获得两次法甲冠军和两次法國盃冠军。退役后，开始执教摩纳哥青年队。1976年3月27日接替史提芬·高華斯担任法國國家隊主教练。在他的领导下，法国队获得了1978年世界杯的参赛资格。期间，他重用了米歇尔·普拉蒂尼、阿兰·吉雷瑟、让·蒂加纳和路易斯·费尔南德斯等球员，率队获得了1982年國際足協世界盃赛第4名和1984年欧洲足球锦标赛冠军。1984年6月27日辞职，任内国家队的总战绩为75战41胜16平18负。
1991年以后，伊达尔戈作为足球评论员继续活跃在法国体育界。2002年，中国足球协会希望他出任青少年足球顾问，但这一合作最终未能实现。
2020年2月26日在马赛的家中去世。